# Jan František Régis
Svatý Jan František Régis, francouzsky Jean François Régis, (31. ledna 1597, Fontcouverte, Francie – 30. prosince 1640, Lalouvesc, Francie) byl francouzský jezuitský misionář a kněz. Katolická církev ho uctívá jako svatého.

## Život

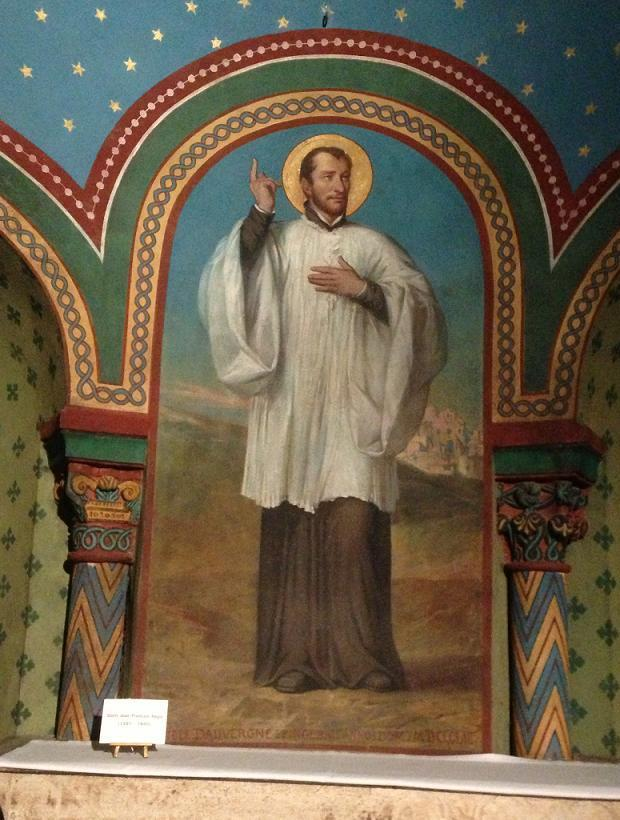
Svatý Jan František Régis

Pocházel ze šlechtického rodu. Jeho starší bratr padl v bitvě u Villemur-sur-Tarn. Jan navštěvoval jezuitskou školu v Béziers a v 19 letech, 8. prosince 1616, vstoupil do jezuitského řádu. V roce 1631 byl vysvěcen na kněze. Svou misijní činnost zaměřil na hugenoty a horské oblasti Francie. Věnoval se také péči o potřebné. Žádal několikrát o povolení cesty do Severní Ameriky, to mu však bylo zamítnuto. Při jedné ze svých cest dostal zánět pohrudnice, a po několika dnech, během kterých nepřestal kázat, zemřel.

## Úcta
Blahořečen byl v roce 1716, svatořečen 16. června 1737 Klementem XII. Jeho svátek připadá na 31. prosinec. V USA je po něm pojmenovaná indiánská rezervace St. Regis Mohawk Reservation. Je patronem krajkářek a pomocníkem proti moru. Jeho hrob se stal poutním místem.